# Џон Брајант
Џон Брајант (енгл. John Bryant; Беркли, Калифорнија, 13. јун 1987) је амерички кошаркаш. Игра на позицији центра.

## Биографија
Колеџ кошарку играо је на Санта Клара Универзитету за екипу Санта Клара бронкоса у периоду од 2005. до 2009. године. Посебно је био запажен током завршне године (сез. 2008/09.) када је био први на националном нивоу по броју дабл-дабл учинака, други по броју скокова одмах иза Блејка Грифина и завредео награду за играча године WCC конференције. Више пута биран је и у идеални тим конференције.
На НБА драфту 2009. није изабран, а сениорску каријеру започео је сезоном у екипи Ири бејхокса из НБА развојне лиге. Године 2010. сели се у Европу и потписује за немачки Ратиофарм Улм у ком се задржава три сезоне. У том периоду две сезоне заредом је био најкориснији играч немачког првенства (2012. и 2013. године), а изабран је и у прву поставу идеалног тима Еврокупа 2012/13. У лето 2013. је прешао у екипу минхенског Бајерна. Тамо је провео наредне три сезоне, а од трофеја је освојио првенство Немачке 2014. године. Сезону 2016/17. је почео као играч Валенсије, али је отпуштен након само два одиграна меча у АЦБ лиги. Дана 23. новембра 2016. потписао је двомесечни уговор са Монаком. У септембру 2017. прелази у Гисен фортисиксерсе, са којима проводи наредне три сезоне.

## Успеси

### Клупски
- Бајерн Минхен:
  - Првенство Немачке (1): 2013/14.
- Монако:
  - Куп лидера (1): 2017.

### Појединачни
- Идеални тим Еврокупа — прва постава (1): 2012/13.
- Најкориснији играч Бундеслиге Немачке (2): 2011/12, 2012/13.